# Avatar 3
|  | Fremtidig filmudgivelse Denne artikel omhandler en film i produktion eller uden biografpremiere endnu. Det er derfor muligt, at indholdet er af spekulativ natur, og ligeledes at indholdet kan ændre sig markant, efterhånden som flere oplysninger bliver tilgængelige. |

Avatar 3 er en kommende amerikansk episk science fiction-film instrueret, produceret, co-skrevet og co-redigeret af James Cameron, planlagt til udgivelse den 19. december 2025.